# Gregg Bissonette
Gregg Bissonette (Detroit, Míchigan, Estados Unidos, 9 de junio de 1959) es un batería estadounidense. Ha sido músico de sesión y de gira así como baterista en numerosas bandas de rock y de jazz. Es también conocido por sus videos instructivos, su clínica y por ser miembro de la banda de David Lee Roth en su carrera en solitario en la década de los 80s y 90s

## Biografía
Bissonette nació en una familia de músicos. Su padre, Bub, tocaba la batería, mientras que su madre Phyllis tocaba el piano y el vibráfono, y su hermano Matt Bissonette toca el bajo. Bissonette comenzó a tocar la batería con cinco años a partir de lecciones de su padre. En su adolescencia, fue a la Universidad del Norte de Texas. Después de finalizar los estudios, se unió a la big band de Maynard Ferguson con quien grabó Live from San Francisco.
Una de las primeras grabaciones de Bissonette fue el álbum de Brandon Field The Other Side of the Story en 1985, con David Garfield en los teclados. Pocos años después, Bissonette comenzó a tocar en conciertos con Brandon, David y Steve Lukather con el nombre de Los Lobotomys. Estos conciertos tuvieron lugar en The Baked Potato, un club de jazz y restaurante de Los Ángeles, donde tocaban rock, jazz y otros estilos.
Bissonette también tocó la batería en los álbumes de David Lee Roth Eat 'Em and Smile (1986) y Skyscraper (1988). Junto a su hermano Matt, también apareció en los álbumes A Little Ain't Enough (1991) de Roth y en el álbum de Joe Satriani The Extremist (1992).
En octubre de 1989, Bissonette fue invitado a tocar dos canciones con la banda de Buddy Rich en The Buddy Rich Memorial Scholarship Concert. Entre 1990 y 1993, Bissonette publicó Private Lesson y Playing, Reading & Soloing with a Band, videos con lecciones de batería.
A finales de 1995, sustituyó a Simon Phillips en el grupo Toto durante una gira debido a problemas de espalda de Phillips. Dos años después, tocó la batería con Pat Boone en In a Metal Mood: No More Mr. Nice Guy y en el álbum de Steve Lukather Luke. En 1998, volvió a tocar con Lukather durante una gira por Japón con Larry Carlton. 
En 2001, Bissonette y su hermano Matt aparecieron en el DVD Zoom Tour Live grabado en CBS Television City de Los Ángeles. Ese mismo año ambos hermanos salieron de gira con Jeff Lynne en apoyo del último álbum de la Electric Light Orchestra, Zoom, aunque fue cancelada debido a las escasas ventas.
Dos años después, respaldaron a Ringo Starr en una gira por los Estados Unidos. Ambos hermanos volvieron a trabajar con Ringo en 2005, 2008, 2010, 2012 y 2014. En 2004 y 2008, apareció en varias canciones de los álbumes de Richard Marx My Own Best Enemy, Emotional Remains y Sundown. En 2005 también publicó el DVD Musical Drumming In Different Styles.
En 2009, apareció en los álbumes Weve de Jason Sadites y Back from the Dead de Spinal Tap. El mismo año fue invitado a tocar con el bajista Abraham Laboriel en el Christian Musician Summit de Buffalo (Nueva York).

## Discografía
| Artista                                    | Álbum                                                 | Año  |
| ------------------------------------------ | ----------------------------------------------------- | ---- |
| Maynard Ferguson                           | Live from San Francisco                               | 1982 |
| Yarborough and Peoples                     | Heart Beats                                           | 1983 |
| Brandon Fields                             | The Other Side of the Story                           | 1985 |
| David Lee Roth                             | Eat 'Em and Smile                                     | 1986 |
| Keiko Matsui                               | A Drop of Water                                       | 1987 |
| David Lee Roth                             | Skyscraper                                            | 1988 |
| Pat Kelly                                  | Views of the future                                   | 1989 |
| Frank Gambale                              | Thunder Downunder                                     | 1990 |
| David Lee Roth                             | A Little Ain't Enough                                 | 1991 |
| Joe Satriani                               | The Extremist                                         | 1992 |
| Steve Bailey                               | Dichotomy                                             | 1992 |
| Tab Benoit                                 | Nice and Warm                                         | 1999 |
| L.A. Blues Authority                       | L.A. Blues Authority                                  | 1992 |
| Stan Bush                                  | Every Beat of My Heart                                | 1992 |
| Lanny Cordolla                             | Of Riffs and Symphonies                               | 1992 |
| Ann Lewis                                  | Rockadelic                                            | 1993 |
| Robin Zander                               | Robin Zander                                          | 1993 |
| Joe Satriani                               | Time Machine                                          | 1993 |
| Circus of Power                            | Magic & Madness                                       | 1993 |
| Vasco Rossi                                | Gil Spari Sopra                                       | 1993 |
| Brandon Fields                             | Brandon Fields                                        | 1994 |
| Gary Hoey                                  | The Endless Summer II                                 | 1994 |
| Joe Satriani                               | Joe Satriani                                          | 1995 |
| Richie Kotzen                              | Inner Galactic Fusion Experience                      | 1995 |
| Wayne Watson                               | Field of Souls                                        | 1995 |
| Jason Becker                               | Perspective                                           | 1995 |
| Enrique Iglesias                           | Enrique Iglesias                                      | 1995 |
| Mustard Seeds                              | Mustard seeds                                         | 1996 |
| Larry Carlton                              | The Gift                                              | 1996 |
| Steve Vai                                  | Fire Garden                                           | 1996 |
| Ron Kenoly                                 | Welcome Home                                          | 1996 |
| Gary Hoey                                  | Bug Alley                                             | 1996 |
| Enrique Iglesias                           | Vivir                                                 | 1997 |
| Steve Fister                               | Shadow King                                           | 1997 |
| Steve Lukather                             | Luke                                                  | 1997 |
| Bee Gees                                   | Still Waters                                          | 1997 |
| Pat Boone                                  | In a Metal Mood: No More Mr. Nice Guy                 | 1997 |
| Kalapana                                   | Captain Santa Island Music                            | 1997 |
| Andy Summers                               | Last Dance of Mr. X                                   | 1997 |
| Michael Thompson                           | The World According to M.T.                           | 1998 |
| Gregg Bissonette                           | Gregg Bissonette                                      | 1998 |
| Paul Anka                                  | A Body of Work                                        | 1998 |
| Bette Midler                               | Bathhouse Betty                                       | 1998 |
| Luis Villegas                              | Cafe Ole                                              | 1998 |
| Matt Bissonette                            | Spot                                                  | 1998 |
| Kombo                                      | Big Blast                                             | 1999 |
| Steve Vai                                  | The Ultra Zone                                        | 1999 |
| Santana                                    | Super Natural]                                        | 1999 |
| Carl Verheyen                              | Slingshot                                             | 1999 |
| Matt Bissonette                            | Spot 2                                                | 2000 |
| Duran Duran                                | Pop Trash                                             | 2000 |
| Don Henley                                 | Inside Job                                            | 2000 |
| David Benoit                               | Great Composers of Jazz                               | 2000 |
| Jann Arden                                 | Blood Red Cherry                                      | 2000 |
| Gregg Bissonette                           | Submarine                                             | 2000 |
| Crush Velvet Cowboys                       | Crush Velvet Cowboys                                  | 2000 |
| Gordon Goodwin                             | Swingin for the Fences                                | 2001 |
| Larry Carlton & Steve Lukather             | No Substitutions: Live                                | 2001 |
| Steve Mindick                              | So It Begins                                          | 2001 |
| Lana Lane                                  | Covers Collection                                     | 2002 |
| Jughead                                    | Jughead                                               | 2002 |
| Rico Garcia                                | The Beginning                                         | 2002 |
| Lana Lane                                  | Winter Sessions                                       | 2003 |
| Eric Norlander                             | Music Machine                                         | 2003 |
| Engelbert Humperdinck                      | Definition of Love                                    | 2003 |
| Under-Radio                                | Bad Heir Ways                                         | 2003 |
| Steve Lukather                             | Santamental                                           | 2003 |
| Dan Ramsey                                 | Gentle Giants                                         | 2003 |
| Robert Downey Jr.                          | The Futurist                                          | 2004 |
| Chester E. Smith                           | Monster Groove Party                                  | 2004 |
| Raizing Lazarus                            | Raising Lazarus                                       | 2004 |
| Rocket Richotte                            | Salute                                                | 2004 |
| Vox Tempus                                 | In the Eye of Time                                    | 2004 |
| Deep Forest                                | Deep Forest                                           | 2004 |
| Matt Bissonette                            | Oh No! Bass Solo!                                     | 2004 |
| Owen Kortz                                 | Owen Kortz                                            | 2004 |
| Ryan Cabrera                               | Take it all                                           | 2004 |
| Richard Marx                               | My Own Best Enemy                                     | 2004 |
| Matt Swindells                             | Matt Swindells                                        | 2004 |
| Matt Swindells                             | Matt Swindells Here                                   | 2005 |
| Ozzy Osbourne                              | Under Cover                                           | 2005 |
| Ten by Tuesday                             | Tearing Down the Walls                                | 2005 |
| Dan Ramsey                                 | Everybody's Songs But My Own                          | 2005 |
| Martin Motnik                              | Bass Invader                                          | 2005 |
| Brian Setzer                               | Dig That Crazy Christmas                              | 2005 |
| Steve Vai                                  | Real Illusions:Reflections                            | 2005 |
| Ray Charles                                | Genius and Friends                                    | 2005 |
| Brian Ghiglia                              | Mystery                                               | 2006 |
| Dave C. Norman                             | Stratosfear                                           | 2006 |
| Santo Garofalo                             | Further Up and Further In                             | 2006 |
| Globus                                     | Epicon                                                | 2006 |
| Phil Soussan                               | Vibrate                                               | 2006 |
| Eric Norlander                             | Hommage Symphoniqe                                    | 2006 |
| Michele Pillar                             | I Hear Angels Calling                                 | 2006 |
| Dave Rogers                                | Blow Your Mind                                        | 2006 |
| Lou Rawls                                  | Lou Rawls Christmas                                   | 2006 |
| Various Artists                            | 80's Metal Tribute to Van Halen                       | 2006 |
| Rocket Scientists                          | Revolution Road                                       | 2006 |
| Harry Shearer                              | Songs Pointed and Pointless                           | 2007 |
| Katharine McPhee                           | Katharine McPhee                                      | 2007 |
| Andy Summers                               | Synaesthesia                                          | 2007 |
| Sasha & Shawna                             | Siren                                                 | 2007 |
| Mick Abrahams                              | Rattlesnake Shake Guitar: Music of Peter Green        | 2007 |
| Code                                       | The Enemy Within                                      | 2007 |
| Cal Leonard and His Orchestra              | Mr. Irrelevant                                        | 2007 |
| Daniel Glen Timms                          | La La Land                                            | 2007 |
| Keith Emerson Band: Featuring Marc Bonilla | Keith Emerson Band                                    | 2008 |
| Overland                                   | Breakaway                                             | 2008 |
| Chris Boardman                             | Midtown Moves                                         | 2008 |
| Mustard Seeds                              | Mustard Seeds 3                                       | 2008 |
| Marco Cardona                              | Instrumentality                                       | 2008 |
| Shadrane                                   | Temporal                                              | 2008 |
| Dick Wagner                                | Full Meltdown                                         | 2009 |
| Colin Hay                                  | American Sunshine                                     | 2009 |
| Spinal Tap                                 | Back from the Dead                                    | 2009 |
| Norm Stockton                              | Tea in the Typhoon                                    | 2009 |
| Jason Sadites                              | Weve                                                  | 2009 |
| Randy Jacobs                               | The Return of Randy Dynamite                          | 2010 |
| Grand Illusion                             | Brand New world                                       | 2010 |
| Ralf Jung                                  | The Art of Pop                                        | 2010 |
| The Doobie Brothers                        | World Gone Crazy                                      | 2010 |
| Mark Nilan Jr.                             | Hands On                                              | 2010 |
| Ringo Starr                                | Live at the Greek Theatre 2008                        | 2010 |
| Jet Velvet                                 | Jet Velvet                                            | 2010 |
| Dave C. Norman                             | Higher Ground                                         | 2011 |
| Cindy Horstman and Friends                 | Fretless                                              | 2011 |
| Abby Cubey & Margarita                     | Devil Dressed in Lace                                 | 2011 |
| Barry Manilow                              | 15 Minutes                                            | 2011 |
| Docker's Guild                             | The Mystic Techocracy: Season 1: The Age of Ignorance | 2012 |

## Bandas sonoras
Gregg Bissonette aparece acreditado en varias bandas sonoras:
- The Devil Wears Prada
- The Bourne Supremacy
- Sex and the City
- Superbad
- Encino Man
- Payback (1999)
- The Endless Summer II
- Waiting for Guffman
- For Your Consideration
- Best in Show
- Hope Floats
- The Craft
- A Mighty Wind
- 2 Days in the Valley
- The Bucket List
- Forgetting Sarah Marshall
- Buscando a Nemo
- American Pie
- American Pie 2